# A velha mina em Wałbrzych

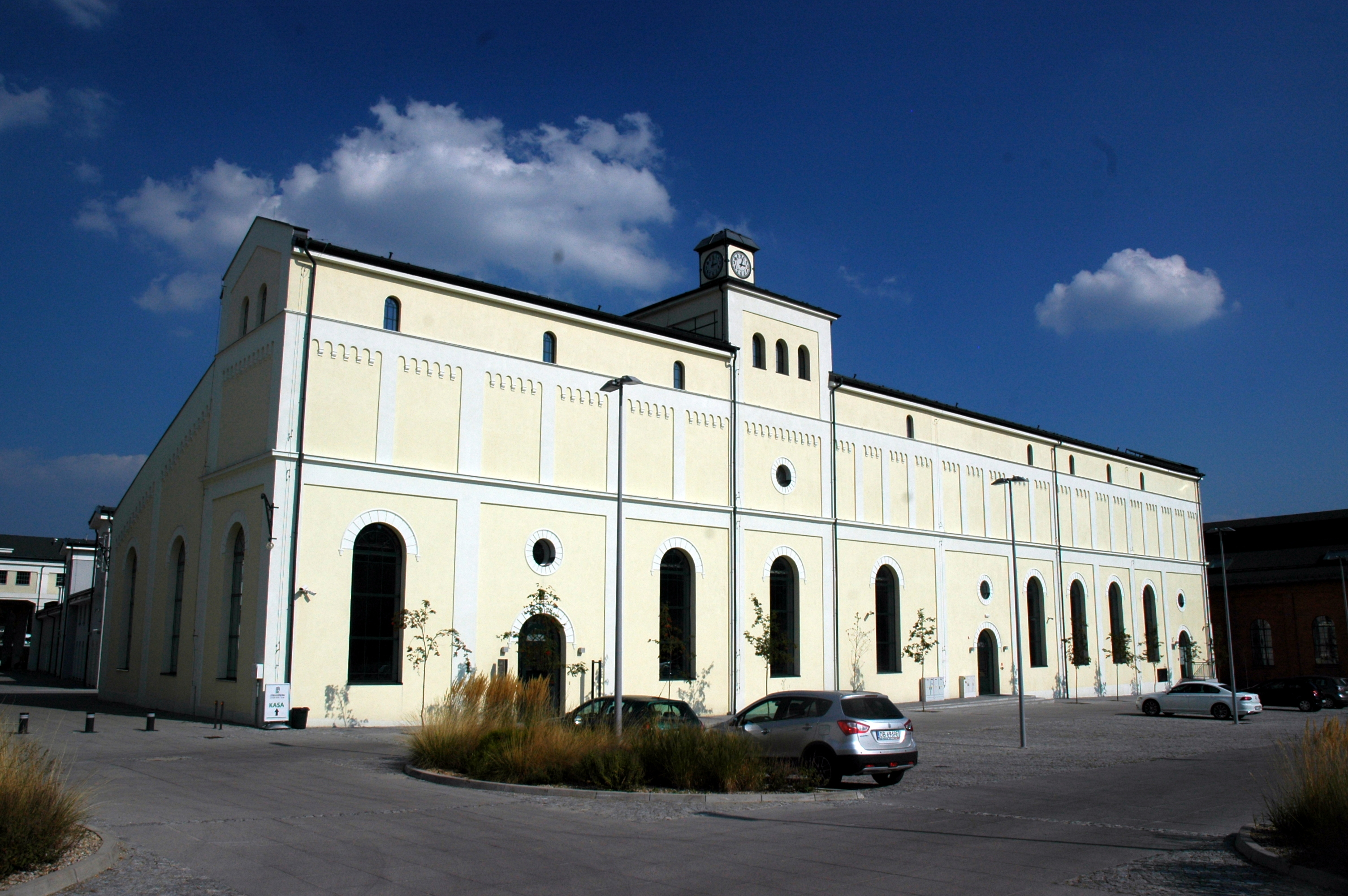
Centro de Arte e Ciência da Antiga Mina

Centro de Arte e Ciência da Antiga Mina é  um museu localizado na histórica Mina de Carvão "Julia", em Wałbrzych, Baixa Silésia, Polônia. Foi inaugurado em 9 de novembro de 2014 após uma significativa expansão do Museu da Indústria e Tecnologia localizado neste local desde 1999. 
Em 2015, o Centro de Ciência e Arte da Antiga Mina foi inscrito  na lista da Rota Europeia do Património Industrial - ERIH.

## Objetos do Centro de Ciência e Arte "Stara Kopalnia”
O "Centro" consiste em:
- Museu da Indústria e Tecnologia. A maior parte das instalações pertencentes à antiga mina foram disponibilizadas aos visitantes, entre a sala de lâmpadas, o edifício das máquinas de elevação, o pé direito do poço "Julia", as oficinas mecânicas e o pátio da mina (com locomotivas e veículos de transporte). No futuro, está previsto fazer um fragmento do chamado O "Listna Szkolnia", do século XVIII localizado a uma profundidade de 30 metros. A visita ao museu é feita apenas com guia; a instalação é acessível para pessoas com deficiência.
- Centro de Cerâmica Única adaptado de edifícios pós-industriais,
- Galeria de Arte Contemporânea,
- a sede do Centro Cultural Wałbrzych (WOK),
- assento do Song and Dance Ensemble "Wałbrzych",
- sedes de organizações não governamentais e instituições culturais municipais na antiga mina de carvão "Julia" em Wałbrzych.

## Esboço da história da mina

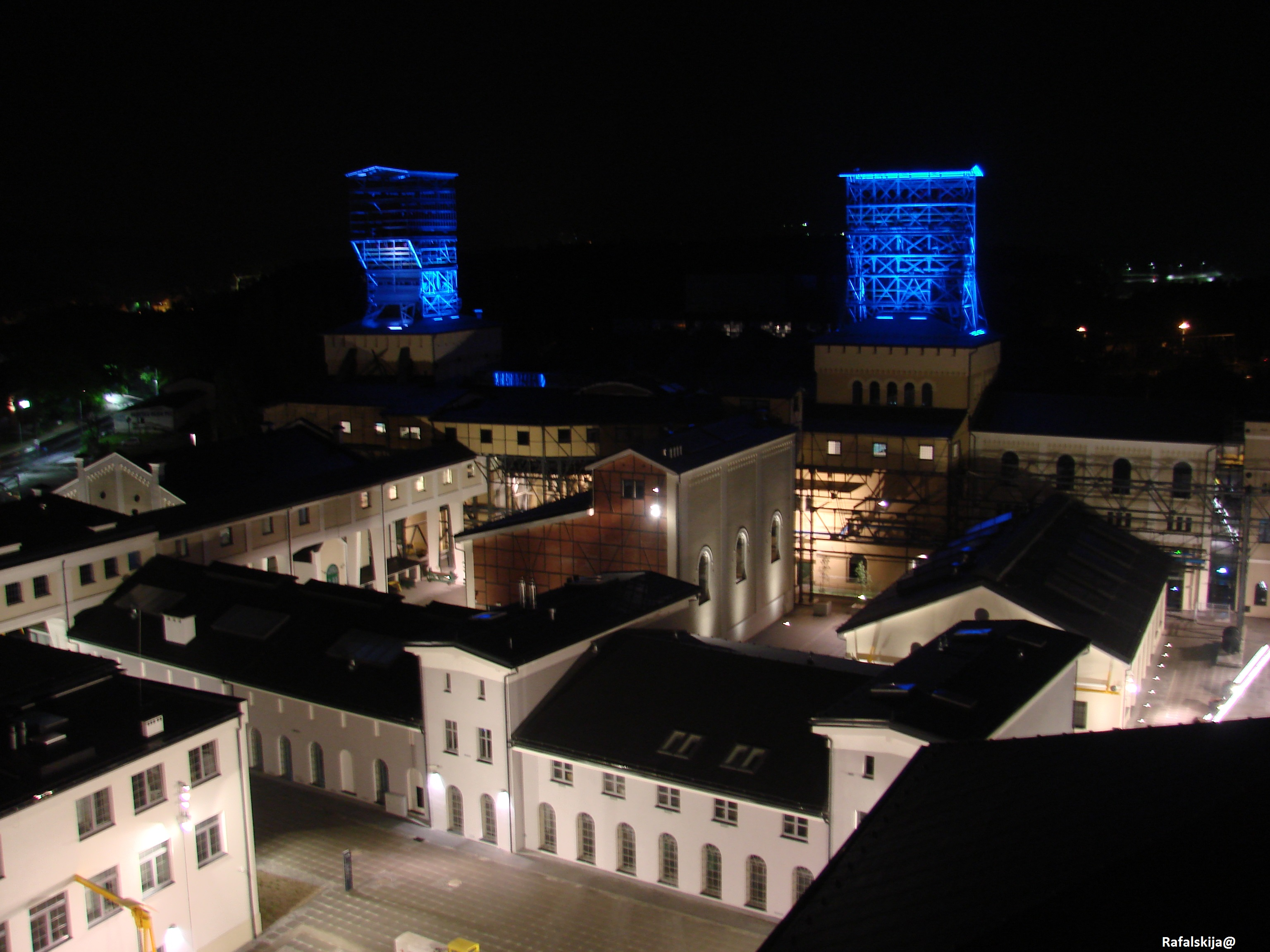
Centro de Ciência e Arte após reforma e adaptação

Em 1770, uma mina de carvão chamada "Fuchs" foi registrada no Escritório Superior de Mineração em Złoty Stok, que foi estabelecida pela junção de várias pequenas minas que existiam na comuna de Biały Kamień desde o século XVI. Após o cadastramento da indústria de mineração, a lavra das camadas de carvão foi realizada por meio de cavas superficiais com o auxílio de túneis e poços. Em 1867, foi decidido afundar o poço "Julius" (hoje "Julia"), cuja profundidade alvo era de 611 m. Dois anos depois, foi construído o segundo poço da mina - "Ida" (hoje "Sobótka") , 55 metros do primeiro poço. Sua dragagem durou até 1946, quando atingiu a profundidade final de 443 metros e disponibilizou 5 níveis de lavra (10 veios de carvão). O dispositivo de içamento era um elevador de dois andares (a chamada "gaiola"), que acomodava duas carruagens no primeiro andar. A capacidade de levantamento durante a extração do entulho foi de 3 toneladas. Em 1999, o poço foi coberto com pedra por uma distância de cerca de 400 metros (um trecho de 50 metros foi deixado da superfície para descer as escadas para o "Fox adit"). Em 1907, a área de mineração foi ampliada com a adição da mina "David", extração de carvão do distrito vizinho de Konradów, e em 1931, a mina "Segen Gottes" (distrito de Stary Zdrój). Após o fim da Segunda Guerra Mundial, a mina "Fuchs" foi assumida pela administração polonesa e seu nome foi alterado para "Julia". Resumidamente, de 1946 a 1949, foi denominado "Pedra Branca", depois de 1950 a 1993 - "Thorez" (em homenagem ao comunista francês Maurice Thorez). Em 1993, o nome "Julia" foi revertido.
As camadas de carvão dos estratos Wałbrzych foram extraídas na mina, e a extração anual foi de 650 mil toneladas. até 800 mil tom. Devido à falta de lucratividade, a mina foi colocada em liquidação em 1990. O último carrinho de carvão veio à superfície em 20 de setembro de 1996 e, em 17 de setembro de 1998, a liquidação das obras subterrâneas foi concluída.

### Estabelecimento do museu

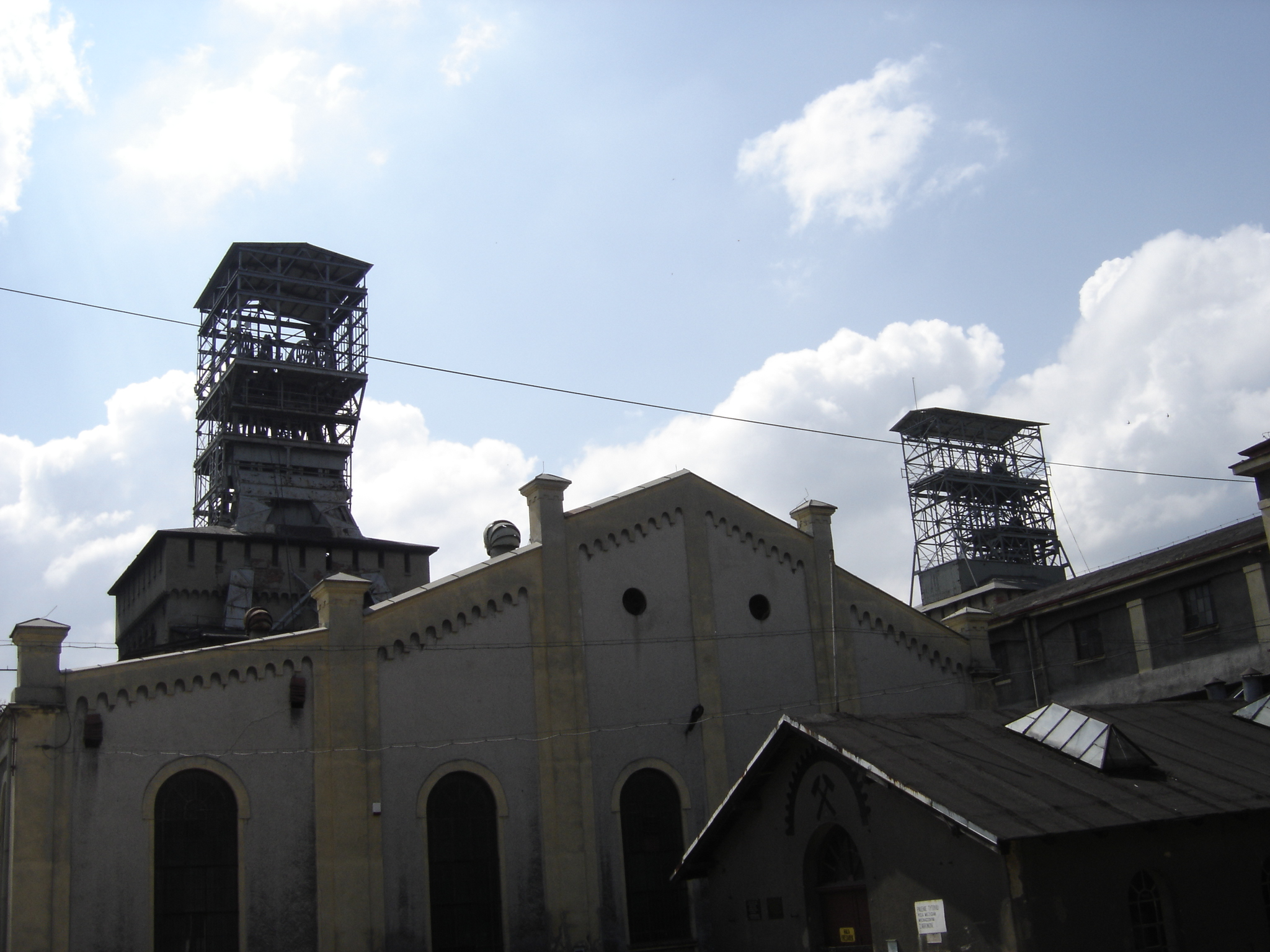
A velha mina

O Conselho Municipal de Wałbrzych em 26 de agosto de 1999 aprovou uma resolução para estabelecer uma filial do museu Wałbrzych (alterando o estatuto). Em 31 de dezembro do mesmo ano, o Conselho Municipal de Wałbrzych doou ao Museu as instalações de Zakład Górniczy "Julia" em ul. Wysocki para organizar uma filial do Museu da Indústria e Tecnologia lá. Em 6 de abril de 2001, o Voivode da Baixa Silésia transferiu a propriedade da Mina de Carvão Julia (terreno e edifícios com equipamentos) para a Comuna Wałbrzych gratuitamente com a finalidade de administrar o Museu da Indústria e Tecnologia.
Em 17 de setembro de 2004, o Escritório Provincial para a Proteção de Monumentos em Wrocław inscreveu um complexo de 14 objetos de minas no registro de monumentos da Província da Baixa Silésia.

## Objetos históricos
As torres de içamento dos poços: "Julia" (à esquerda) e "Sobótka" (à direita) As torres de içamento da torre de tijolos dos poços "Julius" (agora "Julia") e "Ida" ("Sobótka") sobreviveram até hoje, referindo-se às antigas torres defensivas. Sua decoração arquitetônica é feita em um estilo renascentista clássico. Este tipo de torres foi amplamente utilizado em minas profundas desde a década de 1850 devido à estrutura maciça que suportava o peso dos dispositivos de içamento e do material escavado. Após a Guerra da Crimeia, este tipo de torres de içamento foi denominado "Malakoff-Turm" (do forte "Malakow", também conhecido como "Malakhov", em Sebastopol). No final do século XIX, seguindo as tendências então prevalecentes, foram incorporadas torres de aço ("Julius" em 1893, "Ida" em 1903). Durante o aprofundamento de ambos os poços, a sala da caldeira nº 1 foi construída entre eles na forma de uma torre com torres circundantes. Este prédio de três andares, 15 metros de altura, foi construído sobre uma fundação de tijolos. Em 1885, a sala das caldeiras foi encerrada e o interior do edifício foi convertido em casa de banho e lavandaria. No terceiro andar, existe uma plataforma para circulação de carrinhos de vento contrário. Em 1915, uma nova casa de banhos para mineiros foi construída nas proximidades, e as salas dos poços foram destinadas a uma casa de banhos para mulheres que trabalhavam na usina de triagem de carvão, bem como a uma lavanderia e depósitos de poços. Além dessas instalações, no local da antiga mina existem também oficinas mecânicas de 1872, maquinários preservados e dispositivos de içamento do fuste "Sobótka" de 1912 junto com a instrumentação, e a planta de beneficiamento mecânico de carvão: planta de triagem de 1888, lavadora e flotação de carvão de 1902–1914.

## Exposição
Rota turística:

### A mina histórica "Julia"
- O banho de corrente
- Sala de lâmpadas com sala de controle e uma maquete do Fox Adit
- Máquinas de elevação do eixo "Julia" de 1911,
- Máquinas de oficina mecânica,
- Máquinas e equipamentos de mineração de grande porte,
- Uma torre de observação construída no local de uma antiga torre de resfriamento,
- Percurso subterrâneo - túnel de treinamento e túnel de transporte de pedras - com máquinas e equipamentos de mineração para extração e carregamento de carvão.

## Lisia Sztolnia

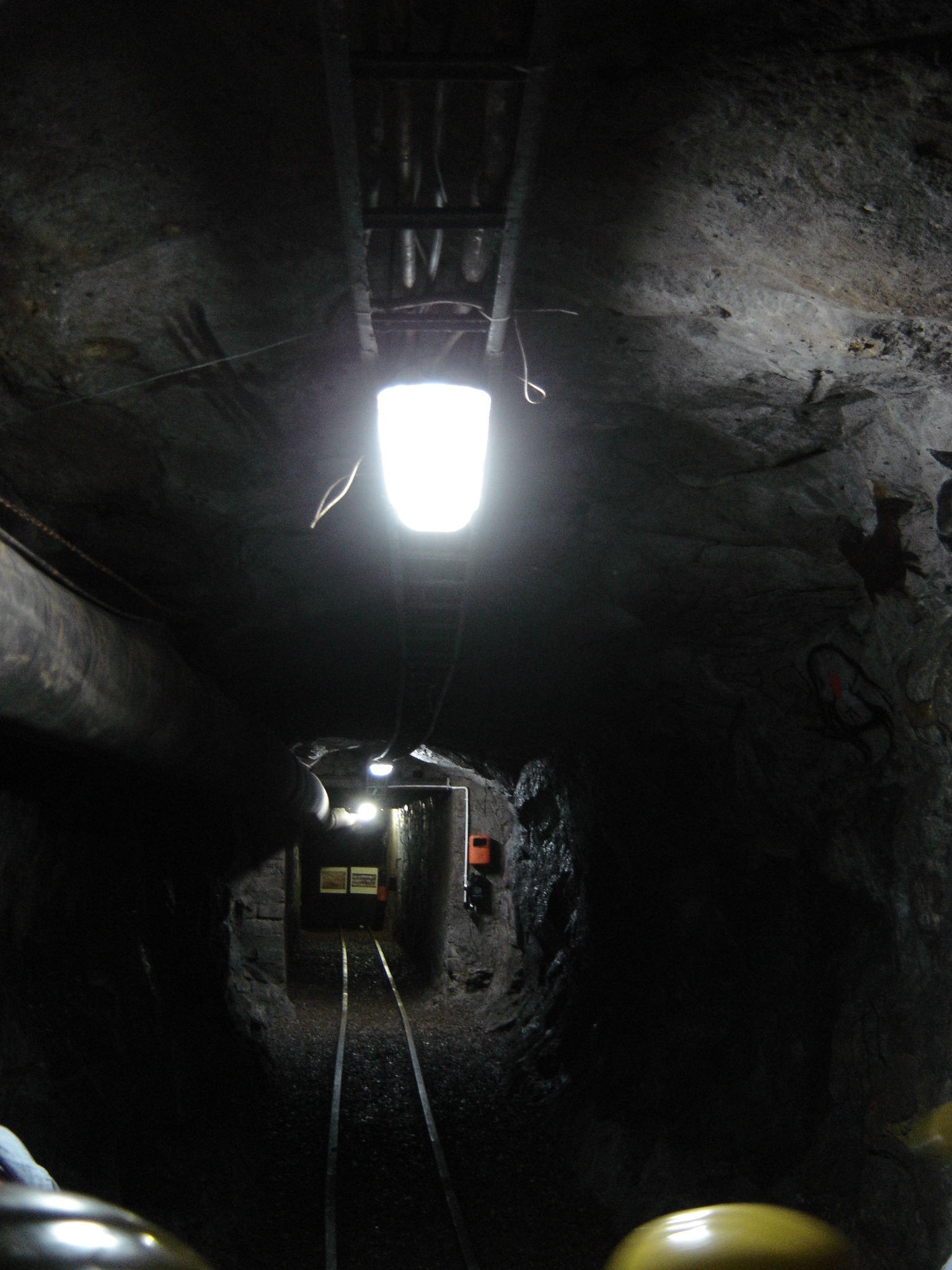
Lisia Sztolnia (2008)

Um dos objetos mais interessantes pertencentes ao Museu é o adit denominado "Lisia". A sua singularidade reside no facto de ser enchido com água até 1 m de altura e o carvão ser transportado por barcos. Foi o primeiro túnel subterrâneo do continente europeu adaptado para esse transporte de carvão, que no século XVIII foi uma grande conquista técnica.
Lisia Sztolnia (localizado em Lisie Wzgórze - daí o nome) começou a ser escavado em 1791 ao nível de +410 m acima do nível do mar Quando a adit tinha 655 m de comprimento, a sua construção foi suspensa por algum tempo e iniciou-se a escavação de galerias em veios de carvão. Em setembro de 1794, com a construção de uma barragem adequada, a água foi represada na adit a uma altura de 1 m. O criador da perfuração do túnel, e especialmente a introdução do transporte de carvão por barcos, foi Friedrich Wilhelm von Reden (então diretor da Autoridade Superior de Mineração em Wrocław). Ele encontrou este método de mineração nas montanhas Harz, onde a construção de um túnel semelhante nas minas de minério locais foi iniciada em 1777 por seu tio, Claus Friedrich von Reden. A inauguração oficial da “Sztolnia” ocorreu em 18 de setembro de 1794. Era comemorada por uma placa de pedra com uma inscrição ocasional entalhada. No primeiro barco, o próprio Reden entrou na adit, enquanto o primeiro barco que saiu da adit já estava carregado com carvão.

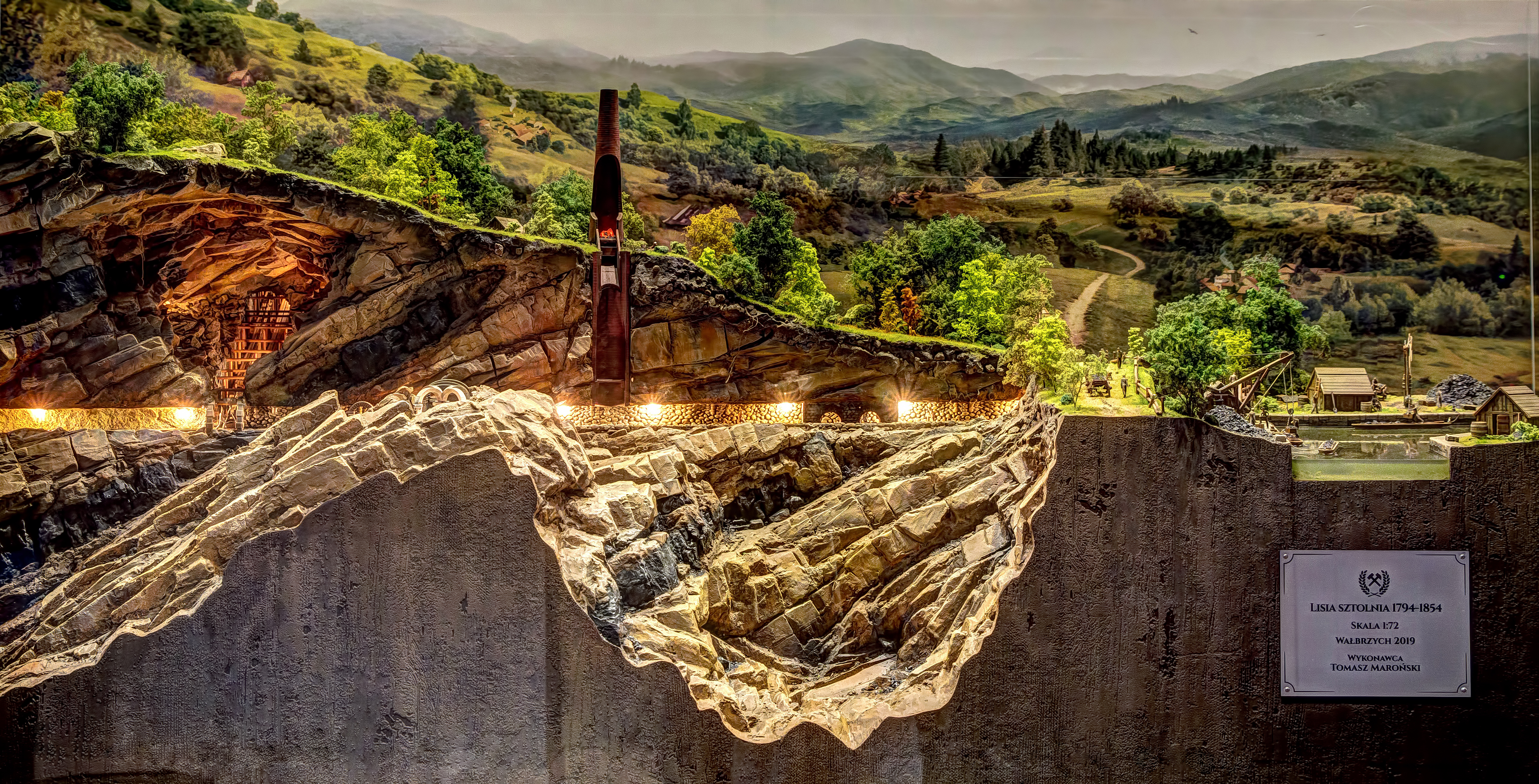
Maquete do Fox Adit. Tomasz Maroński. (2019)

A adite foi escavada até 1821. Ela cortou rochas pertencentes às camadas dos Żaclers (conglomerados, arenitos, argila e folhelhos de areia), fornecendo aos mineiros 12 veios de carvão de 0,9–2,9 m de espessura. Dependendo da situação mineira e geológica, um forro de pedra (46%) e um forro de madeira (17%) foram usados na adit, enquanto em locais com rochas densas e fortes no telhado e nas laterais do forro, o forro não foi usado. Durante a perfuração dos túneis, poços ("claraboias") foram feitos na superfície a cada 100–200 m para melhorar a ventilação (atualmente bloqueados e enterrados). O comprimento total da adit era de 1593 m, sua largura era de 2,7 m e sua altura era de 2,9 m. Em intervalos de 300 m, a escavação foi ampliada para 3,8 m para evitar que os barcos navegassem em direções opostas. No período final (1854), a escavação de navegação (possibilitando a movimentação de barcos) tinha 2.100 m de extensão, e um ciclo de passagem de barco durava cerca de 3 horas. A capacidade diária da adit com esse transporte de entulho era de aproximadamente 100 toneladas. Para o descarregamento eficiente do carvão, que em grande parte é feito manualmente, foi construída na saída da adite uma bacia portuária com área de aproximadamente 650 m², com cais devidamente equipados, que podem acomodar até 50 barcos. Em 1854, a alta demanda por carvão influenciou a decisão de retirar água, construir uma pista e introduzir cavalos para puxar carroças. Como resultado, sua capacidade aumentou para 480 toneladas por dia. Em 1867, o poço "Julia" foi penetrado até o nível do adit, o que tornou possível puxar a saída através do poço. A adite deixou de funcionar como estrada de transporte e foi represada no mesmo ano.
Desde o início da existência da adit, ela foi disponibilizada aos turistas. Os visitantes foram, entre outros: Frederico Guilherme III da Prússia com sua esposa Frederica Luísa de Hesse-Darmstadt (1801), o embaixador dos Estados Unidos em Berlim John Quincy Adams - posteriormente presidente, esposa do czar Nicolau I - Alexandra Fiodorovna (1838) e a princesa Izabela Czartoryska (1816), que descreveu a aparência do sztolnia e a forma como era visitado nos diários da diligência na Baixa Silésia.
Em 26 de maio de 1961, Lisia Sztolnia, como um monumento técnico único, documentando a história da mineração em Wałbrzych, foi inscrita no registro de monumentos.
Após o estabelecimento em 1995 da Filial do Museu da Indústria e Tecnologia no Museu Distrital em Wałbrzych nas instalações da Fábrica de Mineração "Julia", o Lisia Sztolnia foi penetrado em termos de sua adaptação para fins turísticos. Apenas 340 metros dos túneis eram caros naquela época. Nos anos 2000-2001, o adit foi liberado e reformado em um comprimento de 1.302 m. a construção de um elevador de passageiros no poço "Sobótka" para a saída de turistas da superfície ao nível do Lisia Sztolnia e a construção de uma calha d'água de 300 m de extensão para o rafting de turistas em barcos. Ao mesmo tempo, no entanto, verificou-se que, como resultado da mineração das camadas inferiores de carvão, o nível dos túneis diminuiu significativamente, localmente até 13,21 m. Quando em 2001 a Wałbrzych Coal Mines in Liquidation, por razões econômicas, mudou o projeto de proteção das instalações da cidade contra riscos de água como resultado de inundações de minas de carvão subterrâneas, descobriu-se que a maior parte da rota planejada provavelmente seria inundada. Portanto, em 1 de junho de 2002, o Museu em Wałbrzych fez apenas 201 m de comprimento, a seção de saída do Lisia Adit e uma seção de 69 m da rampa de saída em ul. Reja.
Sztolnia foi alagada em decorrência de chuvas intensas já em agosto do mesmo ano. A instalação está excluída do tráfego turístico. Ao mesmo tempo, as condições de ventilação pioraram, o dióxido de carbono se acumulou e o conteúdo de oxigênio diminuiu. Isso teve suas trágicas consequências em 2014, quando nas profundezas do túnel, oficialmente inacessível, dois homens que roubavam sucata foram estrangulados. O projeto de nova revitalização da adit foi suspenso. Atualmente (2021), a entrada para o Lisia Sztolnia está garantida e o adit está inacessível. Acima do adit, um viaduto do desvio ocidental de Wałbrzych está sendo construído. A partir de 2019, uma maquete muito detalhada do histórico Lisia Szolnia está em rota de visita às instalações do Museu.